# Antonio Decaro
Antonio Decaro (Bari, 17 luglio 1970) è un politico italiano, parlamentare dal 2013 al 2014, poi sindaco di Bari dal 2014 al 2024 e della sua città metropolitana dal 2015 al 2024; infine europarlamentare dal 2024. Dal 2010 al 2014 è stato consigliere regionale e capogruppo del Partito Democratico in Regione Puglia; dal 2016 al 2024, è stato anche presidente dell'ANCI.

## Biografia
Nato a Bari, figlio di Giovanni Decaro, ex assessore comunale del Partito Socialista Italiano di Bari, diplomato all'istituto tecnico commerciale (in seguito tecnico tecnologico) Euclide-Caracciolo, si laurea a 25 anni in ingegneria civile, sezione trasporti, presso il Politecnico di Bari, dove inizia ad esercitare la libera professione..
Dopo una breve esperienza lavorativa nell'Acquedotto pugliese nella sede di Lecce, dove nel 1999 diventa vicecapo compartimento, dal 2000 è impiegato all'Anas, dapprima come direttore dei servizi tecnici compartimentali, successivamente come direttore del centro manutenzione della provincia di Bari e infine responsabile dell'Ufficio Progetti, prima di mettersi in aspettativa.

## Carriera politica

### Assessore comunale di Bari
Nel 2004, con l'elezione di Michele Emiliano a sindaco di Bari, viene nominato assessore alla mobilità e al traffico nella sua prima giunta comunale, in qualità di tecnico esperto esterno. Tra le opere di cui si occupa in qualità di assessore ci sono: tre park&ride presenti oggi nella città di Bari, il park&train, e il bike sharing.
A marzo 2008, per gli interventi realizzati, riceve il premio “Amico della bicicletta” - assegnato dalla FIAB (Federazione Italiana Ambiente e Bicicletta) - ed il riconoscimento “Ambientalista dell'anno 2008”, assegnato da Legambiente.
Alle elezioni politiche del 2006 viene candidato alla Camera dei deputati, tra le liste dei Socialisti di Bobo Craxi nella circoscrizione Puglia, senza tuttavia risultare eletto.

### Consigliere regionale della Puglia
Alle elezioni regionali in Puglia del 2010 si candida col Partito Democratico, a sostegno  del presidente uscente Nichi Vendola, risultando eletto nel collegio di Bari con 14.190 preferenze in consiglio regionale della Puglia, dove ricopre l'incarico di capogruppo consiliare del PD, e rimanendo in carica fino al 3 maggio 2013. Durante il mandato in Regione si è fatto promotore di proposte di legge - poi approvate dal consiglio regionale - sul pluralismo informatico e sull'adozione e la diffusione del software libero, sull'istituzione e disposizioni normative dell'attività ricettiva di albergo diffuso. Tra le altre spicca quella per l'istituzione dell'anagrafe pubblica degli eletti e disposizioni sulla trasparenza e l'informazione.
Risulta il primo firmatario della legge “Interventi per favorire lo sviluppo della mobilità ciclistica” approvata nel novembre 2012 in Consiglio regionale. 

### Elezione a deputato
Nel dicembre 2012 partecipa alle elezioni primarie Parlamentarie del Partito Democratico (PD) per scegliere i candidati al Parlamento alla imminenti elezioni politiche, risultando con 3.424 preferenze il secondo più votato a Bari (e primo come maschio), venendo candidato alla Camera dei deputati, tra le sue liste nella circoscrizione Puglia in sesta posizione, venendo eletto deputato. Nella XVII legislatura della Repubblica è stato membro della 8ª Commissione Ambiente, Territorio e Lavori pubblici (2013-2014), della 4ª Commissione Difesa (2014) e dell'intergruppo parlamentare per la mobilità nuova/mobilità ciclistica, dove insieme ad altri parlamentari si è impegnato nella scrittura di una legge nazionale sulla mobilità ciclistica.
Alle elezioni primarie del PD del 2013 sostiene la mozione del sindaco di Firenze Matteo Renzi, nonostante a Montecitorio si fosse legato a Pippo Civati.

### Sindaco di Bari

#### Elezioni primarie

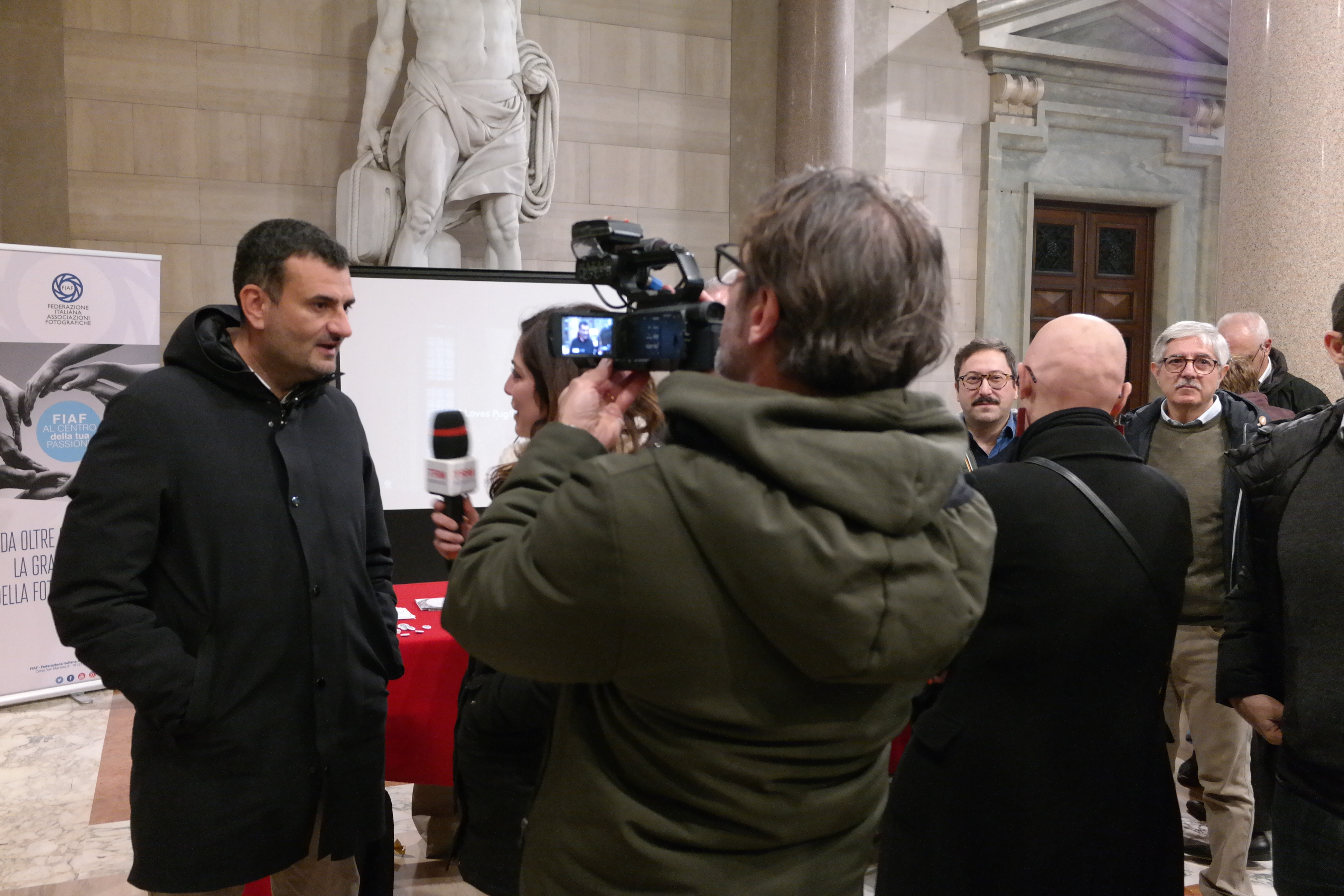
Decaro partecipa alla premiazione del concorso regionale di Wiki Loves Monuments nel 2019

In vista delle elezioni amministrative del 2014, l'11 gennaio, tramite Facebook, ufficializza la propria candidatura alle elezioni primarie del centro-sinistra per la scelta del candidato sindaco di Bari, dove il 23 febbraio 2014 vince con il 53,4% dei voti e prevalendo su Giacomo Olivieri di Realtà Italia (42,03%) e l'indipendente Elio Sannicandro (4,9%).

#### Primo mandato
Si presenta quindi sostenuto da una coalizione di centro-sinistra formata da Partito Democratico, Sinistra Ecologia Libertà, Italia dei Valori, Centro Democratico e le liste civiche Decaro per Bari, Decaro Sindaco, Realtà Italia, Bari Capitale, Io Bari - Orgogliosamente Baresi, Bari Viva, Europa Bianca e Pensionati e Invalidi - Giovani Insieme, raccogliendo il 49,38% dei voti al primo turno e accedendo al ballottaggio con il candidato di centro-destra Domenico Di Paola (35,76%), dove viene eletto sindaco battendo Di Paola con il 65,4%. Appena eletto sindaco si dimette da deputato, per l'incompatibilità tre le due cariche, venendo sostituito da Federico Massa.
Il 1º gennaio 2015 entra in carica come primo sindaco metropolitano della Città di Bari. Nel 2016, con il progetto "Periferie Aperte", la città metropolitana di Bari arriva prima nella graduatoria del Bando delle Periferie, indetto dal governo Renzi per la riqualificazione urbana, ottenendo così l'assegnazione di 41 milioni di euro per interventi in vari comuni.
Dal 2016, in seguito alle minacce subite in conseguenza della sua azione di contrasto al commercio abusivo, vive sotto scorta.

#### Secondo mandato
Alle amministrative del 2019 si ricandida a primo cittadino di Bari per un secondo mandato, sostenuto da una coalizione di centro-sinistra formata dal PD e le liste #Decaro Sindaco, Decaro per Bari, Sud al Centro, Bari Bene Comune, Popolari per Bari (con candidati di Puglia Popolare), Democratici Ecologisti Progressisti per Bari, Iniziativa Democratica per la Puglia, Progetto Bari, Avanti Decaro (con candidati del PSI, de I Socialdemocratici e dei Radicali Italiani) ed Italia in Comune, venendo rieletto al primo turno con il 66,27% dei voti e superando i candidati del centro destra Pasquale Di Rella (23,63%) e del Movimento 5 Stelle Elisabetta Pani (8,66%).
Alle primarie del PD del 2023 sostiene la mozione di Stefano Bonaccini, presidente della Regione Emilia-Romagna, ma che risulta perdente venendo sconfitto dalla deputata del PD Elly Schlein.
In vista della scadenza del suo secondo mandato, c'è stata un'animata polemica politica intorno a un possibile scioglimento del comune per infiltrazione mafiosa di Bari, ipotizzato dal ministro dell'interno Matteo Piantedosi. Di risposta Decaro accusò la destra e Piantedosi di voler interferire sulle elezioni comunali di quell'anno.
Il mandato da sindaco termina il 9 luglio 2024, quando viene succeduto da Vito Leccese, ex deputato e suo capo di gabinetto.

#### Presidenza dell'ANCI
Il 29 gennaio 2015 viene nominato vicepresidente dell'Associazione Nazionale Comuni Italiani (ANCI) con delega al mezzogiorno e alle politiche per la coesione territoriale. Mentre il 12 ottobre 2016 viene eletto presidente dell'ANCI, durante la 33ª Assemblea Nazionale dell'ANCI, succedendo all'ex sindaco di Torino Piero Fassino.
Il 19 novembre 2019 viene rieletto presidente dell'ANCI per acclamazione. Nello stesso anno diventa membro del consiglio di amministrazione della Cassa Depositi e Prestiti in rappresentanza dell'ANCI.

### Elezione a europarlamentare
Alle elezioni europee del 2024 viene candidato al Parlamento europeo, tra le liste del PD nella circoscrizione Italia meridionale in seconda posizione (anche in rappresentanza della corrente di Bonaccini), risultando eletto europarlamentare come il più votato del PD e il secondo in assoluto nella circoscrizione con 499.661 preferenze (dietro alla premier Giorgia Meloni con 555.720). Nella X legislatura è presidente della Commissione per l'ambiente, la sanità pubblica e la sicurezza alimentare, componente della Conferenza dei presidenti di commissione, della Delegazione al comitato parlamentare di stabilizzazione e di associazione UE-Albania e della Delegazione all'Assemblea parlamentare dell'Unione per il Mediterraneo, oltreché membro sostituto della Commissione per i bilanci, della Commissione per lo sviluppo regionale e della Delegazione per le relazioni con la Repubblica popolare cinese.